# Heritage of Satan
Heritage of Satan – dziewiąty album studyjny czeskiej grupy muzycznej Root. Wydawnictwo ukazało się 25 października 2011 roku nakładem wytwórni muzycznej Agonia Records. Gościnnie w nagraniach wzięli udział Adam "Nergal" Darski, Rune "Blasphemer" Eriksen oraz Erik Danielsson.

## Lista utworów
Opracowano na podstawie materiału źródłowego.
1. "Introprincipio" (Walter) - 05:33
2. "In Nomine Sathanas" (Walter)  - 02:49
3. "Legacy of Ancestors" (Hubík, Walter) - 03:42
4. "Revenge of Hell" (Walter) - 04:30
5. "Darksome Prophet" (Šmerda, Walter) - 03:45
6. "Fiery Message" (Hubík, Walter) - 05:18
7. "Son of Satan" (Walter) - 03:24
8. "His Coming" (Walter) - 04:41
9. "Greetings from the Abyss" (Hubík, Walter) - 02:57
10. "The Apocalypse" (Hubík, Walter) - 05:44

## Twórcy
Opracowano na podstawie materiału źródłowego.

- Jiří "Big Boss" Walter - perkusja, wokal prowadzący
- Marek "Ashok" Šmerda - gitara rytmiczna, gitara prowadząca
- Rene "Evil" Kostelnak - gitara rytmiczna, gitara prowadząca
- Igor Hubík - gitara basowa, gitara akustyczna, wokal wspierający
- Pavel Kubát - perkusja
- Marek Pala - instrumenty klawiszowe
- Daniel Rerucha - gościnnie wokal wspierający
- Adam "Nergal" Darski - gościnnie wokal wspierający (2, 9)
- Erik Danielsson - oprawa graficzna, gościnie wokal wspierający (2, 6)
- Rune "Blasphemer" Eriksen - gościnnie gitara prowadząca (6)
- Jan Obrjen Vasulín - zdjęcia
- Jirí Sorrowdy Veselý - zdjęcia
- Jaromir Adamek - zdjęcia
- Patrik Chrastil - zdjęcia
- Jirí Olszar - zdjęcia
- Renata Drukteinyte - zdjęcia

## Wydania
| Rok  | Nr katalogowy | Format                        | Wydawca        | Region | Źródło |
| ---- | ------------- | ----------------------------- | -------------- | ------ | ------ |
| 2011 | ARlp091       | LP, Album, Ltd, Red           | Agonia Records | Europa | [ 5 ]  |
| 2011 | ARcd096       | CD, Album, Sli Agonia Records | Agonia Records | Europa | [ 5 ]  |
| 2011 | ARlp091       | LP                            | Agonia Records | Europa | [ 5 ]  |